# Philippe Thibault
Philippe Thibault, né en 1572 à Brain-sur-Allonnes (France) et décédé le 24 janvier 1638, est un prêtre carme français, initiateur de la Réforme de Touraine et représentant de l'École française de spiritualité.

## Biographie

### Les années de formation

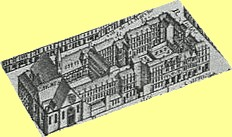
Le couvent de la place Maubert au XVIIIe siècle

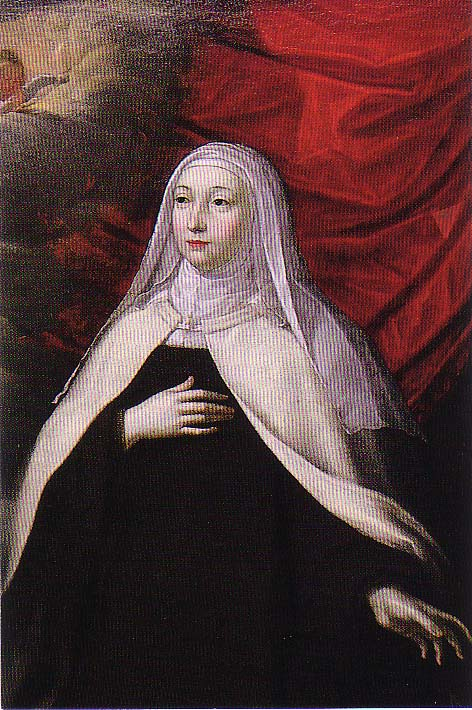
Madame Acarie, fondatrice des carmélites déchaussées en France (Anonyme XVIIe)

Philippe Thibault est né en 1572 à Brain-sur-Allonnes, près de Saumur (France). À l'âge de huit ans, ses parents, peu fortunés, le confient aux pères carmes d'Angers, chez lesquels il fera profession, le 7 octobre 1582. Peu de temps après, il est envoyé étudier la philosophie et la théologie à Paris, au fameux Carmel de la place Maubert. Aussi découvre-t-il les salons dévots de la capitale, au moment où les directives du concile de Trente sont introduites en France. Ordonné prêtre vers 1597, il retourne, un an plus tard, au couvent d'Angers, et y demeurera jusqu'en mai 1598. Il y devient l'ami de Pierre Behourt, prieur de la communauté, qui tentait, depuis 1588, de réformer la province carmélitaine de Touraine. Sur les conseils d'André Duval, il passe ensuite une année à approfondir la théologie à l'université de Pont-à-Mousson, dirigée par la Compagnie de Jésus, avant de retrouver la place Maubert, où il réside à nouveau, de 1599 à 1607.
Il renoue alors avec le Tout-Paris religieux de l'époque. Dirigé spirituellement par Dom Beaucousin, un moine chartreux, il est reçu dans le cercle de Madame Acarie, et devient l'ami de Bérulle, de Philippe Cospéan et du Père Coton, confesseur d'Henri IV. Il fréquente également l'abbaye des Feuillants, rue Saint-Honoré, pour y rencontrer Sans de Sainte-Catherine. Aux côtés de ces champions de la Contre-Réforme, Philippe s'initie aux nouveaux courants ascétiques et mystiques, particulièrement à la pratique de l'oraison méthodique. De leur côté, ses amis voient en lui l'homme providentiel, destiné à sauver les carmes de la décadence. Pourtant, Philippe hésite encore: il ne croit pas à une réforme analogue à celle de Behourt, qui se contenterait de remettre en place les anciens usages de la stricte observance, sans puiser aux sources vives du renouveau spirituel. Il songe même à changer d'Ordre et va jusqu'à tenter des démarches auprès des feuillants, des chartreux et des carmes déchaussés, mais tous lui opposent une fin de non recevoir. Il profite alors du Jubilé de l'an 1600 pour se rendre à Rome, où le Supérieur général et le cardinal protecteur de l'Ordre lui laissent entendre qu'ils comptent sur lui pour réformer les Grands carmes français. Désormais il sait ce qu'il doit faire, même si, une fois rentré à Paris, il reprend ses études et sa prédication.

### Les années de réforme

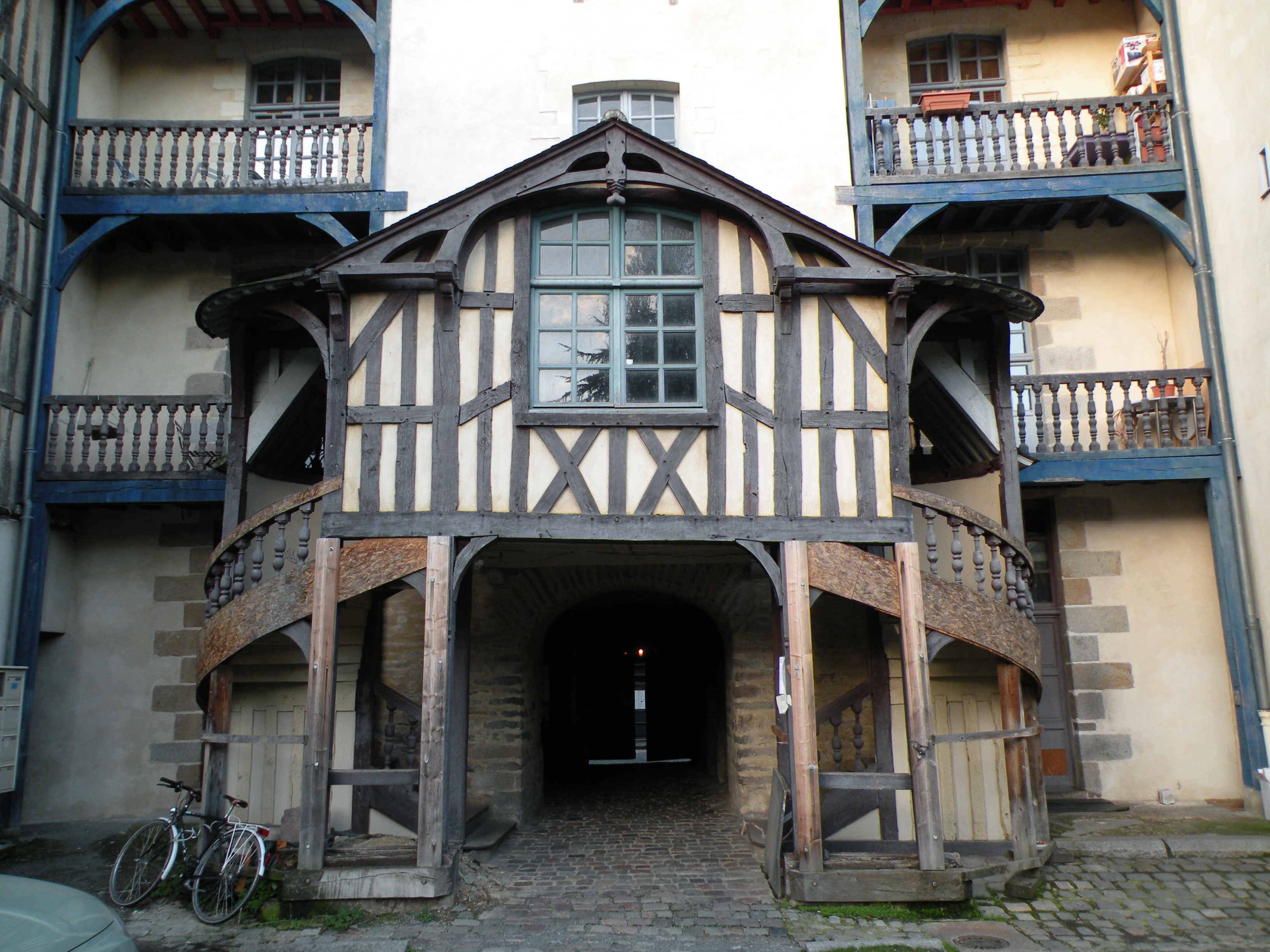
Rennes, grande maison des carmes

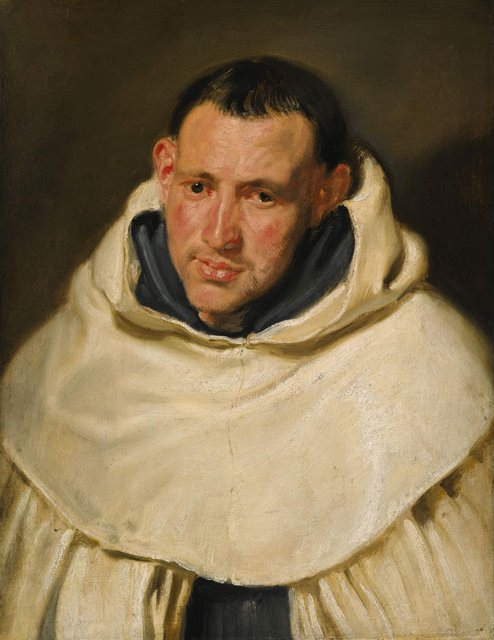
Un carme du XVIIe siècle (par Antoine Van Dyck)

En 1604, cependant, lors d'une visite du général, Henri Sylvius, qui désirait faire du couvent de la capitale le centre de la réforme, il est nommé sacristain. Excellent administrateur, il supprime les abus et restaure la pauvreté collective. Devenu plus tard régent de philosophie, il s'emploie à familiariser à l'idée de réforme un cénacle de jeunes religieux. Guidé par son intuition, il accueille Jean de Saint-Samson, avec le projet de proposer ce frère convers aveugle comme maître spirituel du nouveau mouvement. Assez vite, toutefois, il comprend qu'il lui sera impossible de réaliser, place Maubert, son idéal, au moment même où Behourt demande l'envoi de deux jeunes religieux parisiens, tant il peine à rétablir à Rennes l'austérité primitive. Bien plus, le prieur breton invite Philippe à venir prêcher le carême de 1608. Accueilli chaleureusement par la communauté, celui-ci accepte de se fixer à Rennes, comme sous-prieur et maître des novices, avant de devenir prieur, le 30 juillet 1608. Cette fois, la Réforme de Touraine a vraiment commencé, qui consistera essentiellement en un retour aux priorités contemplatives du Carmel, mais revivifié par des formes nouvelles de spiritualité. 
Mener à bien cet objectif ne va pas sans difficultés, mais Philippe dispose de multiples atouts : sa personnalité équilibrée le dispose à un gouvernement à la fois exigeant, réaliste et conciliant; les profès qu'il entend diriger sont des confrères bien connus ou d'anciens élèves parisiens; ses talents diplomatiques lui ont permis d'intéresser à son projet les supérieurs de l'ordre; son parcours intellectuel culmine avec une licence en théologie, obtenue à la Sorbonne le 26 janvier 1610, qui le rend désormais éligible pour les plus hautes responsabilités dans sa province. C'est ainsi qu'il est nommé définiteur au chapitre provincial tenu à Hennebont, le 29 avril 1611. Il en profite pour promulguer la Declaratio pro observantia, premier acte de reconnaissance de la réforme par la province. En novembre 1612, il publie une version provisoire des futures constitutions, sous le titre de Règles et statuts conventuels des Carmes de Rennes. Tandis que, sous son impulsion, la réforme s'impose à Dol et à Loudun, ainsi qu'à la fondation du couvent de Chalain, il corrige et refond les Règles, avant de faire paraître, en 1615, les Exercitia Conventualia, puis le Directoire spirituel ou Conduite intérieure du Noviciat de l'Observance, lequel se verra ratifié par les autorités romaines en décembre de la même année. À partir de ce moment-là, la Réforme de Touraine va rayonner dans les autres provinces françaises et gagner les Pays-Bas espagnols (avec Martin De Hooghe), l'Allemagne et la Pologne, essentiellement à partir de 1633. Quant à Philippe, il se retirera progressivement du gouvernement, avant de décéder, le 24 janvier 1638.

## Spiritualité
Philippe Thibault était devenu un personnage important dans l'Église du royaume de France, un digne représentant de l'École française de spiritualité. Sa direction d'âme était, en effet, très recherchée, et se recommandait par une grande prudence, particulièrement vis-à-vis de la mystique. Bien qu'inspiré par les enseignements de Benoît de Canfield et Jean de Saint-Samson, il proposait davantage à ses confrères réformés des exercices fixes, dans l'esprit de la Contre-Réforme, comme la prière des Quarante-Heures, l'examen de conscience ou la méditation méthodique, dont le développement aboutira d'ailleurs à une méthode, dite tourangelle, spécifique.

## Postérité
Les premières biographies de Philippe ont été composées par des témoins directs de sa vie et de son exemple : Hugues de Saint-François (1663) et Lézin de Sainte-Scholastique (1673). Ses constitutions de 1615 ont été imposées à l'ensemble des Grands carmes en 1645. Au début du XXe siècle, elles ont encore servi de fondement aux nouvelles constitutions de tout l'Ordre.

### Œuvres
- Règles et statuts conventuels des Carmes de Rennes, 1612.
- Exercitia Conventualia, 1615.
- Directoire spirituel ou Conduite intérieure du Noviciat de l'Observance, 1615.

### Études
- Hugues de Saint-François, La véritable idée d'un supérieur religieux, formée sur la vie et les conduites du V. F. Philippes Thibault, réformateur en France de l'ancien ordre... du Mont-Carmel... avec les maximes et instructions spirituelles..., Angers, P. Yvain, 1663.
- R. Darricau, « Thibault (Philippe) », Catholicisme, Paris, Letouzey et Ané, t. XIV,‎ 1996, p. 1155-1158.
- H. Blommestijn, « Thibault (Philippe) », Dictionnaire de spiritualité ascétique et mystique, Paris, Beauchesne, t. XV,‎ 1980, p. 686 (ISBN 978-2-7010-1208-7, lire en ligne).